# Asura anila
Asura anila là một loài bướm đêm thuộc phân họ Arctiinae, họ Erebidae.